# Duan Albanach

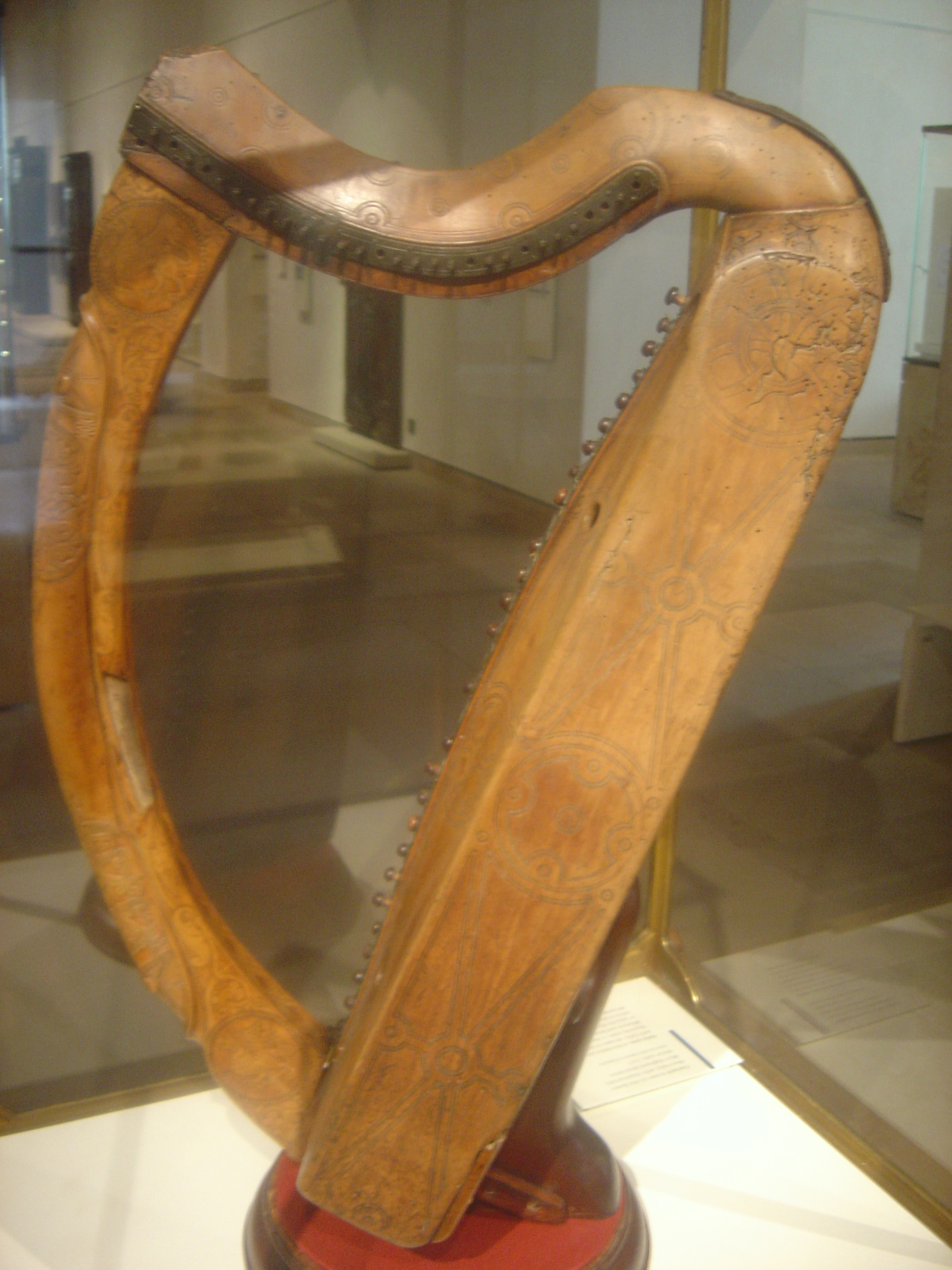
A hárfa (vagy clarsach) a középkori skót kultúra szerves része volt. A Museum of Scotland-ben található hangszer egyike a három fennmaradt gael hárfának.

A Duan Albanach (A skótok éneke) egy középír nyelven írt vers, amelyet a Lebor Bretnach című művel együtt találtak, Nennius Historia Brittonum című történeti munkájának gael változata, kibővítve számos részlettel, főképpen Skóciáról. Számos ír forrásban megtalálható, a legismertebb változat a 15. század elején született Lecan és Ui maine könyvei című műből való. 
A Duan Albanach 27 versszakból álló dicsőítő vers, amit valószínűleg hárfa kíséretével adtak elő az udvarokban. A skót királyokat sorolja fel a legendás Albanustól kezdve. 
Az utolsó versszakokból kiderül, hogy  a vers III. Malcolm (Máel Coluim) uralkodása idejében, a 11. század második felében keletkezhetett.